# Poecilolycia quadrilineata
Poecilolycia quadrilineata är en tvåvingeart som först beskrevs av Friedrich Hermann Loew 1861.  Poecilolycia quadrilineata ingår i släktet Poecilolycia och familjen lövflugor. Inga underarter finns listade i Catalogue of Life.